# Seine-Port
Seine-Port település Franciaországban, Seine-et-Marne megyében. Lakosainak száma 1824 fő (2022. január 1.). Seine-Port Nandy, Boissise-la-Bertrand, Boissise-le-Roi, Cesson, Saint-Fargeau-Ponthierry és Savigny-le-Temple községekkel határos.

## Népesség
A település népessége az elmúlt években az alábbi módon változott:
| Lakosok száma | 1917 | 1898 | 1934 | 1888 | 1870 | 1853 | 1835 | 1824 | 1824 |
|               | 2013 | 2015 | 2016 | 2017 | 2018 | 2019 | 2020 | 2021 | 2022 |